# Gravesend
Gravesend (pronunciat /ˌɡreɪvzˈɛnd/) és una ciutat antiga situada al nord-est del comtat de Kent, Anglaterra. Construïda a la riba de l'estuari del Tàmesi, ha estat tradicionalment molt comunicada amb la capital, de la qual està a 35 km —comptats des de Charing Cross— ; a l'altra riba té per veïna la població de Tilbury, que pertany al comtat d'Essex. Des del 1974 és part d'una administració autònoma dins del comtat de Kent, anomenada Gravesham. Eclesiàsticament pertany a la diòcesi de Rochester.
La seva situació li ha donat una importància estratègica al llarg de la història marítima i també ha estat un important lloc en les comunicacions per carretera amb les rutes del sud-est d'Anglaterra. És una de les anomenades Thames Gateway, situades a l'entrada del Tàmesi (l'àrea subjecta a les marees del riu, i que comença a l'est de Londres fins a l'estuari). Manté una estreta relació amb el riu, ja que les oficines de gestió del Tàmesi estan en aquesta ciutat i és l'estació dels pilots de vaixells i embarcacions. La ciutat es va sotmetre a una regeneració amb l'arribada dels trens d'alta velocitat.

## Toponímia

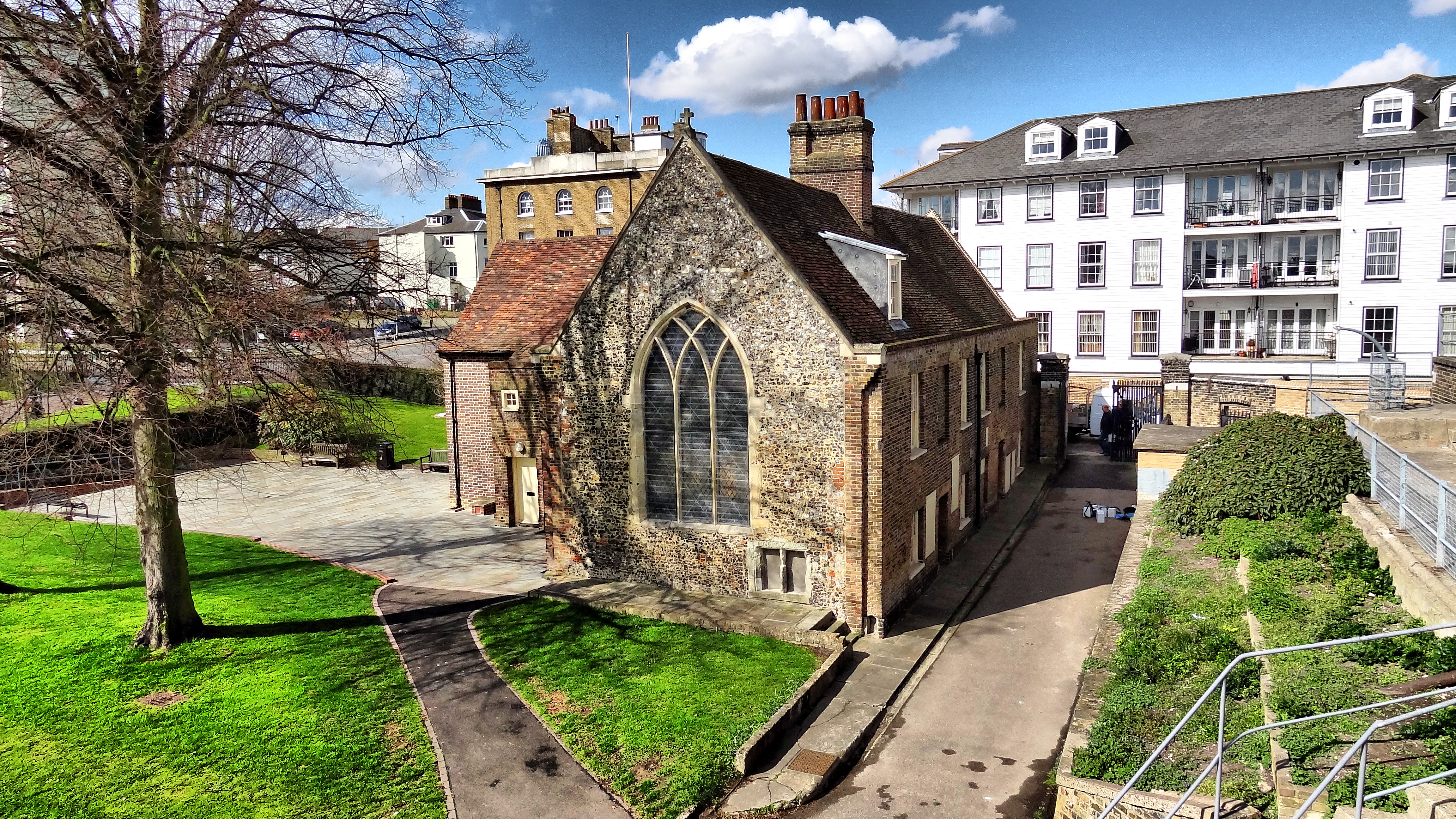
Milton Chantry, construïda el 1320.

El nom d'aquesta ciutat apareix escrit per primera vegada el 1086, en el Domesday Book, on consta escrit Gravesham com a propietat d'Odó de Bayeux, bisbe i comte de Kent. El nom potser estigui configurat pels termes "graaf-ham", que voldria dir «la parcel·la del comte» o, segons una altra teoria vindria de l'anglès antic "graf-ende" (un lloc situat al «final de l'arbreda»). Frank Carr assegura, però, que el nom deriva del terme saxó Gerevesend, i voldria dir el lloc més allunyat sota l'administració del portreeve, l'autoritat local. Als Països Baixos hi ha un indret de nom semblant, 's-Gravenzande, que s'ha traduït com «l'arenal del comte», format per Graaf («comte») i zanden («arenal») amb la partícula 's- prefixada, que és una contracció de l'article des («el»). Una d'aquestes dues ciutats devia ser l'origen del carrer Gravesend de Brookyng, als EUA.
En textos posteriors al Domesday Book, s'ha trobat escrit amb la forma Gravesende, per exemple en el Domesday Monachorum o en el Textus Roffensis. Una altra variació,  Graveshend, es pot llegir en un text del 1422, en que Edmund de Langeford, capellà de la vila, decidia on posar el cementiri acabada l'epidèmia de pesta negra. El nom Gravesham, es va escollir el 1974 per a designar tot el municipi, és a dir l'administració immediatament superior (en anglès: borough), que el distingeix del nucli urbà tradicional Gravesend.

## Història
Hi ha troballes arqueològiques a la rodalia de Sprighead que indiquen que aquest indret ja va estar poblat a l'edat del ferro. També s'han trobat restes de l'època romana, a la rodalia de Vagniacae; cosa gens estranya, ja que Gravesend està just al nord de la via romana que enllaçava Londres amb la costa de Kent, la Watling Street. En l'època del Domesday Book en aquesta població hi havia molins, embarcadors i pesqueries.
Milton Chantry és l'edifici més antic que es conserva a Gravesend i data del segle xiv. Va ser originàriament una leproseria, que el 1320 es va adaptar per fer d'església.
El mercat és dels més antics del país; el permís per a muntar-lo el va concedir el rei Enric III, el 1268, on podien vendre productes de dues parròquies, la de Gravesend i la de Milton. El primer alcalde que va tenir Gravesend va ser escollit el 1268, tot i que el primer edifici de l'ajuntament es va fer el 1573, que es va refer el 1764 i el 1836 se li va afegir una nova façana. Actualment es fa servir per altres usos, entre els quals estan les celebracions de casaments i, des del 1968, és un teatre anomenat Woodville Halls.

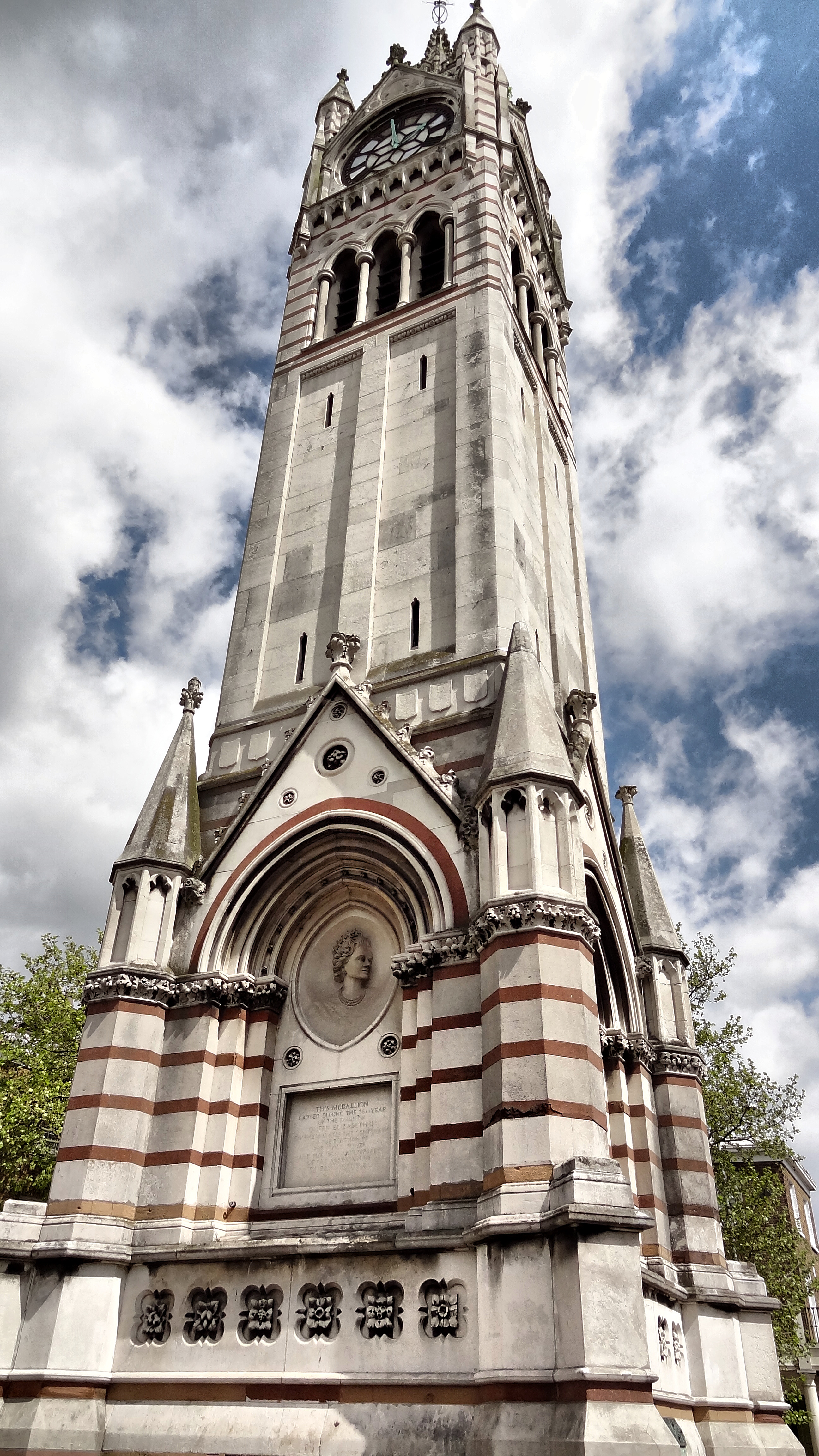
Torre del rellotge.

L'any 1380, durant la guerra dels trenta anys, Gravesend va ser saquejada i incendiada per la flota de francesa. El 1401, es va concedir permís als ciutadans de Gravesend per muntar un servei de transport fins a Londres, que va ser conegut amb el nom de "Long Ferry", amb els diners del qual es pretenia pagar les despeses per reparar la ciutat de l'atac francès. Va ser un mitjà de transport molt emprat, la gent el preferia a fer el viatge per carretera, que era més insegur.
A la vora del riu, a Gravesend, hi ha les restes d'una fortificació construïda per ordre d'Enric VIII el 1543.
El 21 de març del 1617, John Rolfe i Rebecca (anteriorment anomenada princesa Pocahontas) amb el fill que tenien de dos anys, Thomas, es van embarcar a Londres cap a la colònia de Virgínia; però quan tot just el vaixell arribava al port de Gravesend van haver de baixar perquè Rebecca estava greument malalta, i va morir. Es desconeix la causa de la seva malaltia. El funeral es va fer el mateix 21 de març, a la parròquia de St George, Gravesend. Com que aquesta església va ser destruïda pel foc l'any 1727 es desconeix el lloc de la tomba de la princesa americana. El nen Thomas Rolfe va quedar sota custòdia de sir Lewis Stukley a Plymouth, i més tard el van enviar amb el seu oncle, Henry Rolfe, mentre el seu pare John Rolfe i el servent de la seva esposa, Tomocomo, van anar a Amèrica amb el vaixell del capità Samuel Argall.

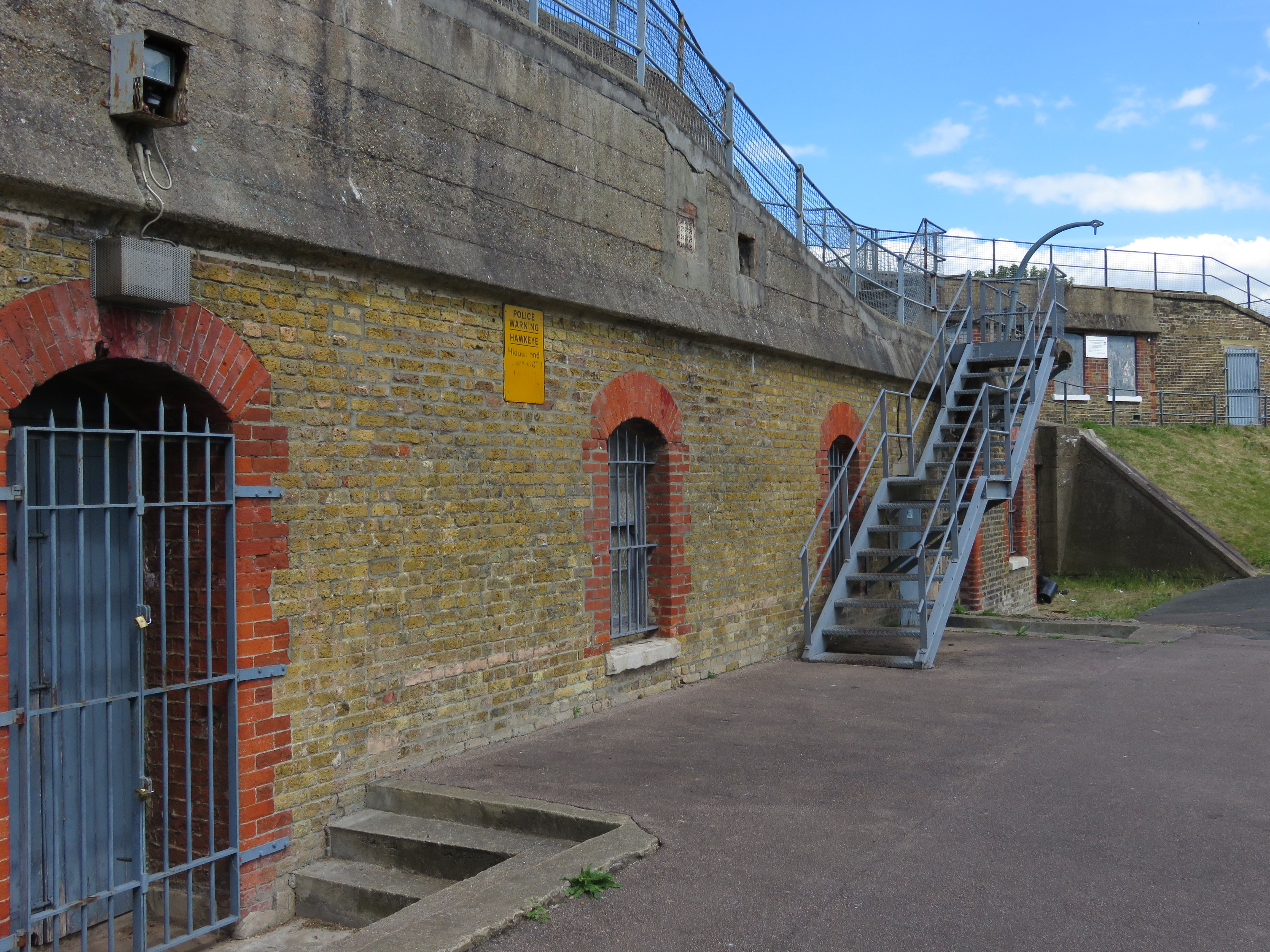
Tram del New Tavern Fot.

Fort Gardens, la taverna del fortí construïda el 1780 i remodelada el 1865 i el 1879, és actualment un museu sobre la història local.
Els viatges a Gravesend per carretera tenien fama de poc segurs, ja que el camí de Londres a Dover travessava el Blackheath, territori on atacaven els saltejadors. Les diligències de Londres a Canterbury, Dover i Faversham feien parada a Gravesend i també les que venien del nord des de Tonbridge. L'any 1840 van haver 17 diligències que paraven diàriament per canviar els cavalls. Hi havia dues posades per als viatgers: la Prince of Orange i la Lord Nelson. El cotxe de correus també feia aquesta ruta.
El 1862 es va crear una base militar permanent anomenada Milton Barracks.
Tot i que la base de l'economia local va continuar sent el comerç marítim, des del segle xix la indústria cimentera va començar a despuntar. Del 1932 al 1956, va haver un aeroport a Gravesend, que va començar amb ús civil però que durant la segona guerra mundial va estar al servei de la RAF i, per aquest motiu, la ciutat va ser bombardejada per la Luftwaffe. L'any 1956 l'ajuntament va comprar els terrenys i va fer edificar pisos. El diumenge 5 de febrer del 1939, a les 03:35, Alex Henshaw es va enlairar des de Gravesend i va fer un vol rècord fins a Cape Town i tornar, que va durar 39 hores i 36 minuts.

## Administració
Gravesend és la part principal del districte anomenat Borough of Gravesham. Aquest districte es va formar l'1 d'abril del 1974, en aplicació de la llei de governs locals del 1972, amb la unió de: Gravesend i el districte urbà de Northfleet, més altres poblacions del districte rural de Strood. Gravesend tenia l'estatus de borough des del 1835 i Northfleet era un districte urbà des del 1894. Amb el creixement urbà, Gravesend va absorbir (1914), Denton, Chalk i part of Northfleet, inclosos Claphall, Singlewell i King's Farm (1935).

## Geografia

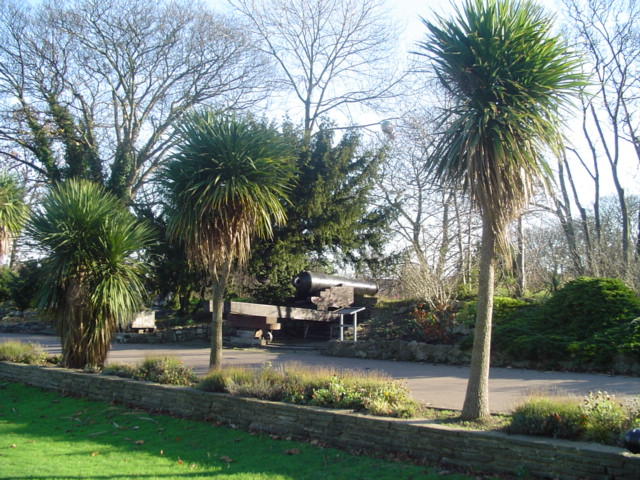
Canó situat al passeig Khartoum, vora el riu.

Gravesend està situada en un lloc on la part alta –que és el punt més baix dels North Downs– fa baixada fins a la riba del riu Tàmesi. Cap a l'est estan les terres baixes d'un maresme anomenat Shorne Marshes; cap a l'oest s'estén fins a Northfleet i Swanscombe Marshes. La població es va fundar perquè el relleu és fàcil per a desembarcar i perquè el lloc està a resguard protegit pel turó anomenat Windmill Hill. El punt més elevat del municipi està terra endins, a Marling Cross, adjacent a l'autovia A2.

## Clima
Per estar terra endins, Gravesend té un clima més continental que les àrees costaneres del comtat de Kent, Essex o East Anglia. Està, per tant, menys núvol, més sec i menys propens als efectes de les depressions atlàntiques amb els episodis associats de vent i pluja, per altra banda és més calorós a l'estiu i més fred a l'hivern. El 10 d'agost del 2003, a Gravesend es van enregistrar la temperatura més alta, 38.1 °C, només superada a Brogdale, a prop de Faversham, a uns 42 km cap a l'ESE.
| Dades climàtiques a Stanford-le-Hope, 1981–2010 | Dades climàtiques a Stanford-le-Hope, 1981–2010 | Dades climàtiques a Stanford-le-Hope, 1981–2010 | Dades climàtiques a Stanford-le-Hope, 1981–2010 | Dades climàtiques a Stanford-le-Hope, 1981–2010 | Dades climàtiques a Stanford-le-Hope, 1981–2010 | Dades climàtiques a Stanford-le-Hope, 1981–2010 | Dades climàtiques a Stanford-le-Hope, 1981–2010 | Dades climàtiques a Stanford-le-Hope, 1981–2010 | Dades climàtiques a Stanford-le-Hope, 1981–2010 | Dades climàtiques a Stanford-le-Hope, 1981–2010 | Dades climàtiques a Stanford-le-Hope, 1981–2010 | Dades climàtiques a Stanford-le-Hope, 1981–2010 | Dades climàtiques a Stanford-le-Hope, 1981–2010 |
| Mes                                             | gen                                             | febr                                            | març                                            | abr                                             | maig                                            | juny                                            | jul                                             | ag                                              | set                                             | oct                                             | nov                                             | des                                             | anual                                           |
| ----------------------------------------------- | ----------------------------------------------- | ----------------------------------------------- | ----------------------------------------------- | ----------------------------------------------- | ----------------------------------------------- | ----------------------------------------------- | ----------------------------------------------- | ----------------------------------------------- | ----------------------------------------------- | ----------------------------------------------- | ----------------------------------------------- | ----------------------------------------------- | ----------------------------------------------- |
| Màxima mitjana °C (°F)                          | 7.9 (46.2)                                      | 8.0 (46.4)                                      | 10.9 (51.6)                                     | 13.2 (55.8)                                     | 16.8 (62.2)                                     | 19.9 (67.8)                                     | 22.1 (71.8)                                     | 22.2 (72)                                       | 19.4 (66.9)                                     | 15.2 (59.4)                                     | 10.8 (51.4)                                     | 8.1 (46.6)                                      | 14.54 (58.18)                                   |
| Mínima mitjana °C (°F)                          | 2.2 (36)                                        | 1.6 (34.9)                                      | 3.3 (37.9)                                      | 4.7 (40.5)                                      | 7.5 (45.5)                                      | 10.5 (50.9)                                     | 13.0 (55.4)                                     | 12.5 (54.5)                                     | 10.3 (50.5)                                     | 7.4 (45.3)                                      | 4.4 (39.9)                                      | 2.4 (36.3)                                      | 6.65 (43.97)                                    |
| Precipitació mitjana mm (polzades)              | 47.9 (1.886)                                    | 36.7 (1.445)                                    | 37.6 (1.48)                                     | 40.9 (1.61)                                     | 48.0 (1.89)                                     | 41.1 (1.618)                                    | 52.5 (2.067)                                    | 44.8 (1.764)                                    | 45.5 (1.791)                                    | 64.9 (2.555)                                    | 57.8 (2.276)                                    | 53.8 (2.118)                                    | 571.5 (22.5)                                    |
| Mitjana mensual d'hores de sol                  | 60.0                                            | 77.7                                            | 113.4                                           | 161.5                                           | 194.3                                           | 198.7                                           | 208.7                                           | 195.5                                           | 151.1                                           | 117.9                                           | 74.0                                            | 48.6                                            | 1.601,4                                         |
| Font: Met Office'                               |                                                 |                                                 |                                                 |                                                 |                                                 |                                                 |                                                 |                                                 |                                                 |                                                 |                                                 |                                                 |                                                 |

## Demografia
La població estimada el 2012 era de 101.700: un augment de 6.000 persones menys que la dècada precedent. Té una gran densitat, gairebé uns 10 habitants per hectàrea; i el percentatge de joves és relativament alt (el 40% tenen menys de 30 anys, i el 60% de la població estan en edat de treballar).
Basat en les xifres de l'estudi censal del 2001 Census, el segon grup religiós més nombrós són els Sikh, que eren el 6,7% i els cristians eren el primer grup amb més del 70%.

## Economia

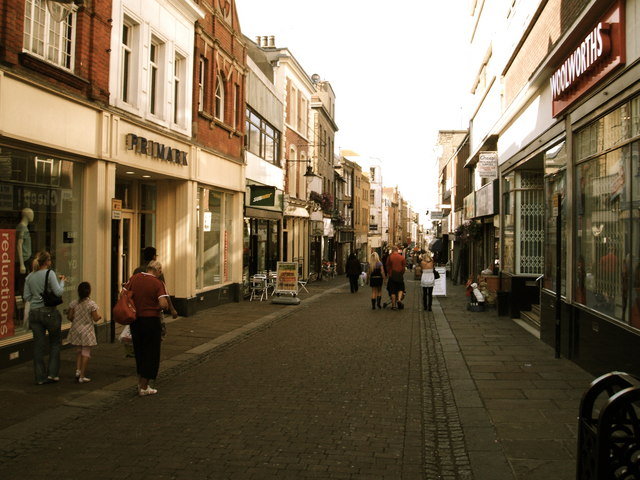
Carrer major de Gravesend.

Des del 1990 l'economia de Gravesham ha canviat d'estar basada en la indústria pesant cap al sector de serveis. Gravesend és actualment una ciutat comercial i de residents que treballen fora. Hi ha un mercat cobert que obre sis dies a la setmana i un de més recent per a pagesos. El transport pel riu Tàmesi és una tradició que perviu.
El centre de control del port de Londres (antigament dit "Thames Navigation Service") té les seves oficines a Gravesend, i dona treball a estibadors que piloten mitjançant ràdar el desplaçament de vaixells pel riu Tàmesi.

## Agermanaments
Gravesend té relacions d'agermanament amb:
- Cambrai (França)
- Chesterfield (Virgínia) (EUA)
- Neumünster (Alemanya)
- Brunswick (Victòria) (Austràlia)

## Personatges notables

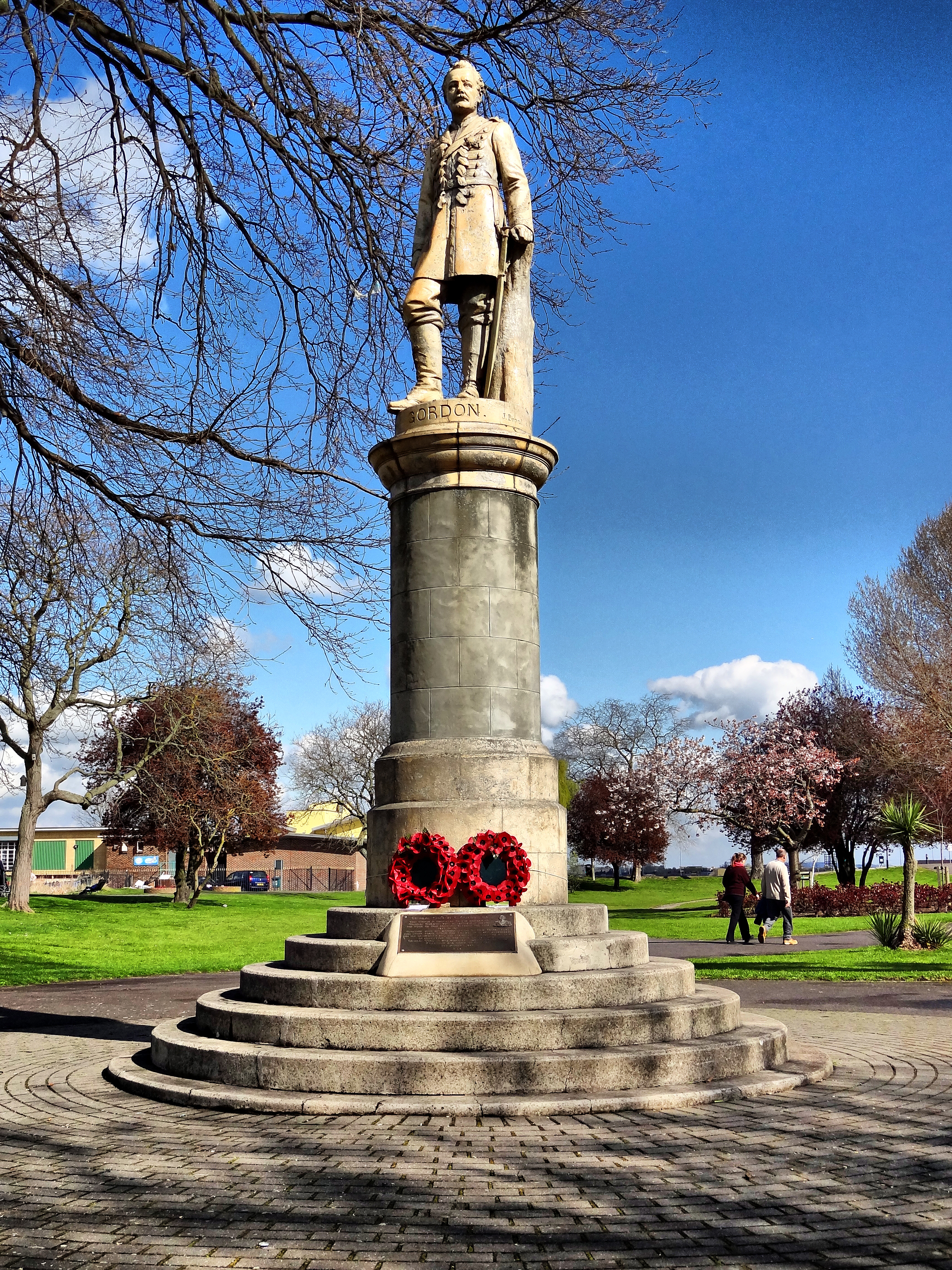
Estàtua del general Gordon.

Charles George Gordon (1833-1885)va ser un general i enginyer anglès, amb grans coneixements en fortificacions, famós per les seves campanyes al nord d'Àfrica. El general Gordon vivia a Gravesend al temps de la construcció de les fortaleses del Tàmesi i tenia responsabilitat sobre el fortí New Tavern (a Gravesend) i dels veïns a Shornemead i Coalhouse Point. Es va dedicar al benestar dels «nois pobres» de la ciutat i va fundar una escola dominical on els donava alimentació i roba. Va ser nomenat Governador General del Sudan, la ciutat de Khartum va caure en mans dels rebels i Gordon va morir-hi decapitat. Avui, se li ret homenatge amb una estàtua situada als Jardins Gordon i amb un passeig anomenat Khartum Place.
Pocahontas (1595-1617)va ser una princesa índia, filla del rei dels Powhatan, i va ser la primera americana nadiua a visitar l'Anglaterra. Es casà amb un anglès, John Rolfe (de la colònia anglesa a Virgínia) i van tenir un fill, Thomas. El 1616, va viatjar a Anglaterra amb el seu marit i va ser presentada a la cort reial a Londres. En el viatge de tornada a Amèrica, morí quan el vaixell passava per Gravesend, i va ser enterrada sota l'església de Església de Sant Jordi de Gravesend.
Charles Dickens (1812-1870)l'escriptor anglès més conegut va passar la seva lluna de mel a un llogaret als afores de Gravesend, i va viure fins a la seva mort a Gads Hill Place, Higham, un llogaret dels alentorns de Gravesend. El paisatge de Gravesend apareix en alguns dels seus llibres.
Alex Henshaw (1912-2007)va ser un aviador i pilot de proves. Entre 1932 i 1956, hi va haver un aeroport civil a l'est de Gravesend (avui una urbanització), i el 5 de febrer del 1939, Alex Henshaw s'hi va enlairar cap a Sud-àfrica, fent un temps rècord entre l'anada i la tornada.
Derek Harold Richard Barton (1918 - 1998)fou un químic i professor universitari, Premi Nobel de Química de l'any 1969, compartit amb Odd Hassel.